# San Juan de Nepomuceno (Bolívar)
San Juan de Nepomuceno est une municipalité située dans le département de Bolívar, en Colombie.

## Personnalités
- Julio Rojas Buendía (1959-2016), avocat et musicien colombien.